# Ешольція каліфорнійська
Каліфорнійський мак садовий, ешольція каліфорнійська (Eschscholzia californica) — вид рослини родини макові.

## Назва
В англійській мові має назву «каліфорнійський мак» (англ. California poppy).

## Будова
Може мати різну форму: як розпростертий багаторічник на узбережжі, прямостояча багаторічна рослина у долинах, однорічна рослина. У багаторічних форм розвивається потужний корінь. Листки блакитно-зелені, глибоко-розсічені. Великі чашоподібні квіти мають 4 пелюстки 2,5-5 см завдовжки, квіти одиничні чи в невеликих групах. Кольори змінюються від оранжевого всередині до золотого чи жовтого на краю.

## Поширення та середовище існування
Зростає на заході Північної Америки від річки Колумбія у штаті Вашингтон на півночі, до Баха-Каліфорнія на півдні й аж до Техасу на сході. Росте на відкритих зарослих травою територіях.
В Україні вирощують в якості декоративної рослини. У південній частині України іноді дичавіє. 

## Практичне використання
Листя їстівне після приготування. Насіння також вживають в їжу. Рослина містить деякі отруйні речовини, тому вживати в їжу її не зовсім безпечно.
Вирощують як декоративну рослину, має культурні сорти.
Рослина є офіційною квіткою штату Каліфорнія. 6 квітня відзначають як День каліфорнійського маку.

## Галерея

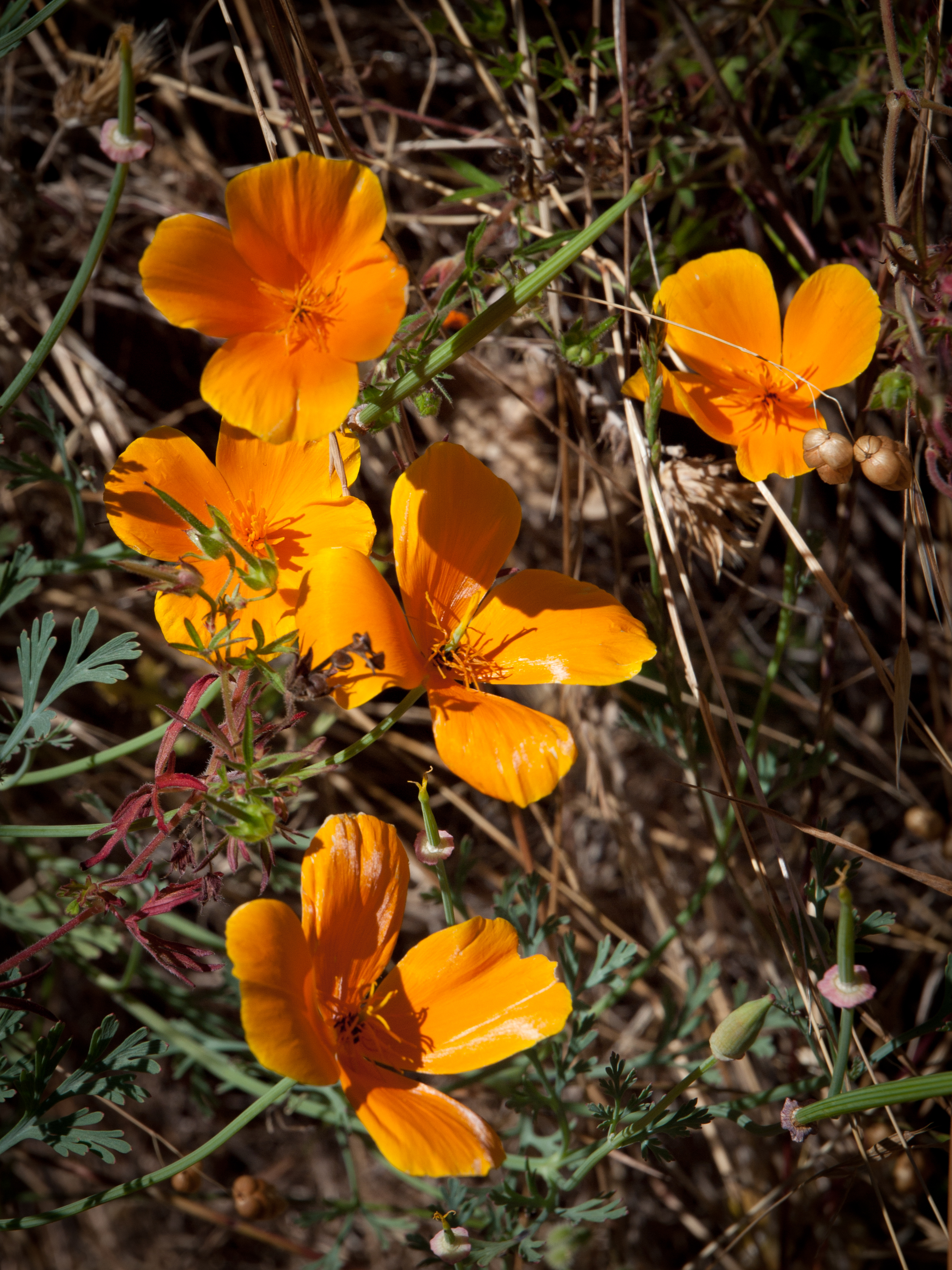
Загальний вигляд квітки.
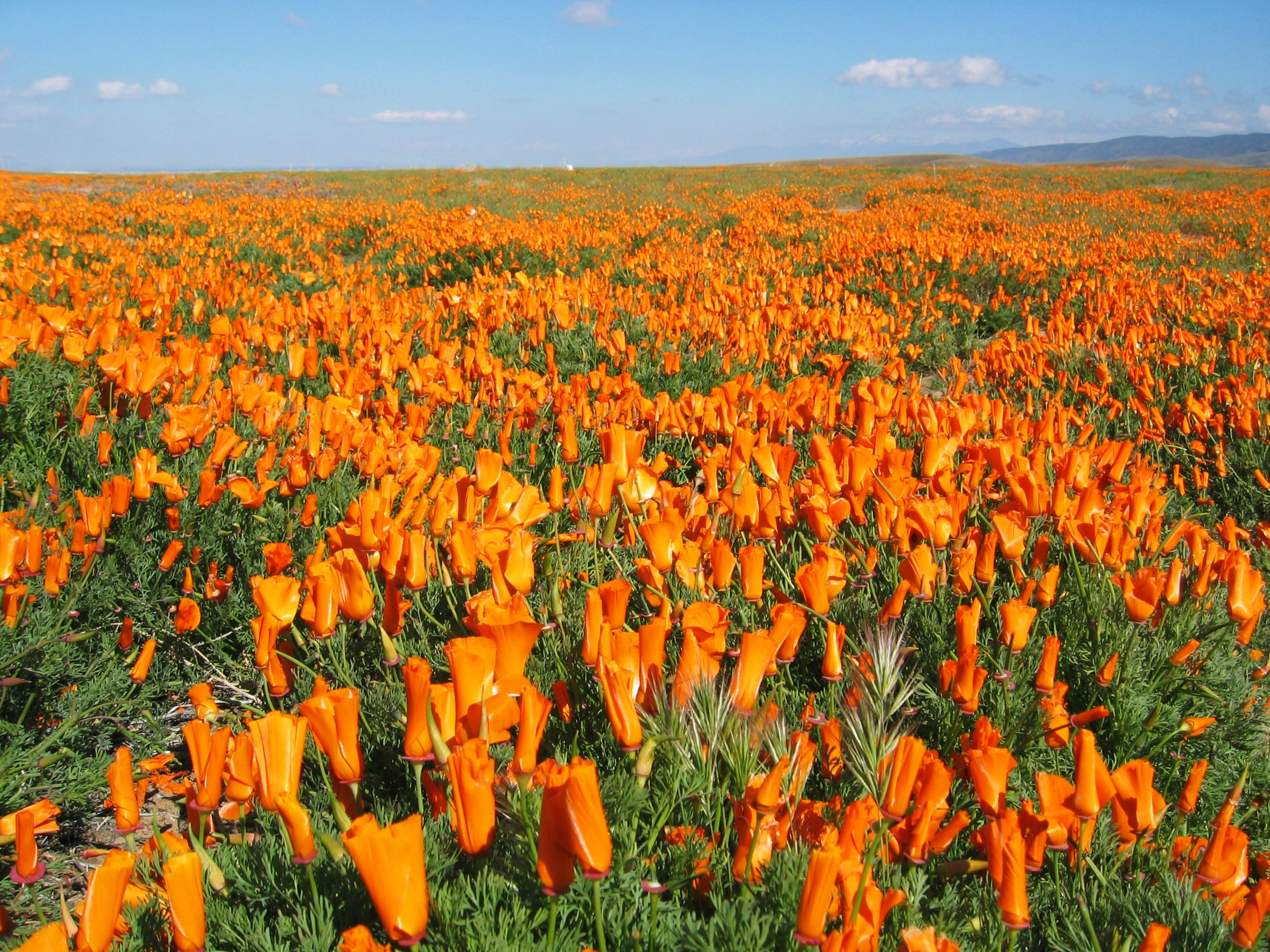
Поле каліфорнійського маку в Долині антилоп.
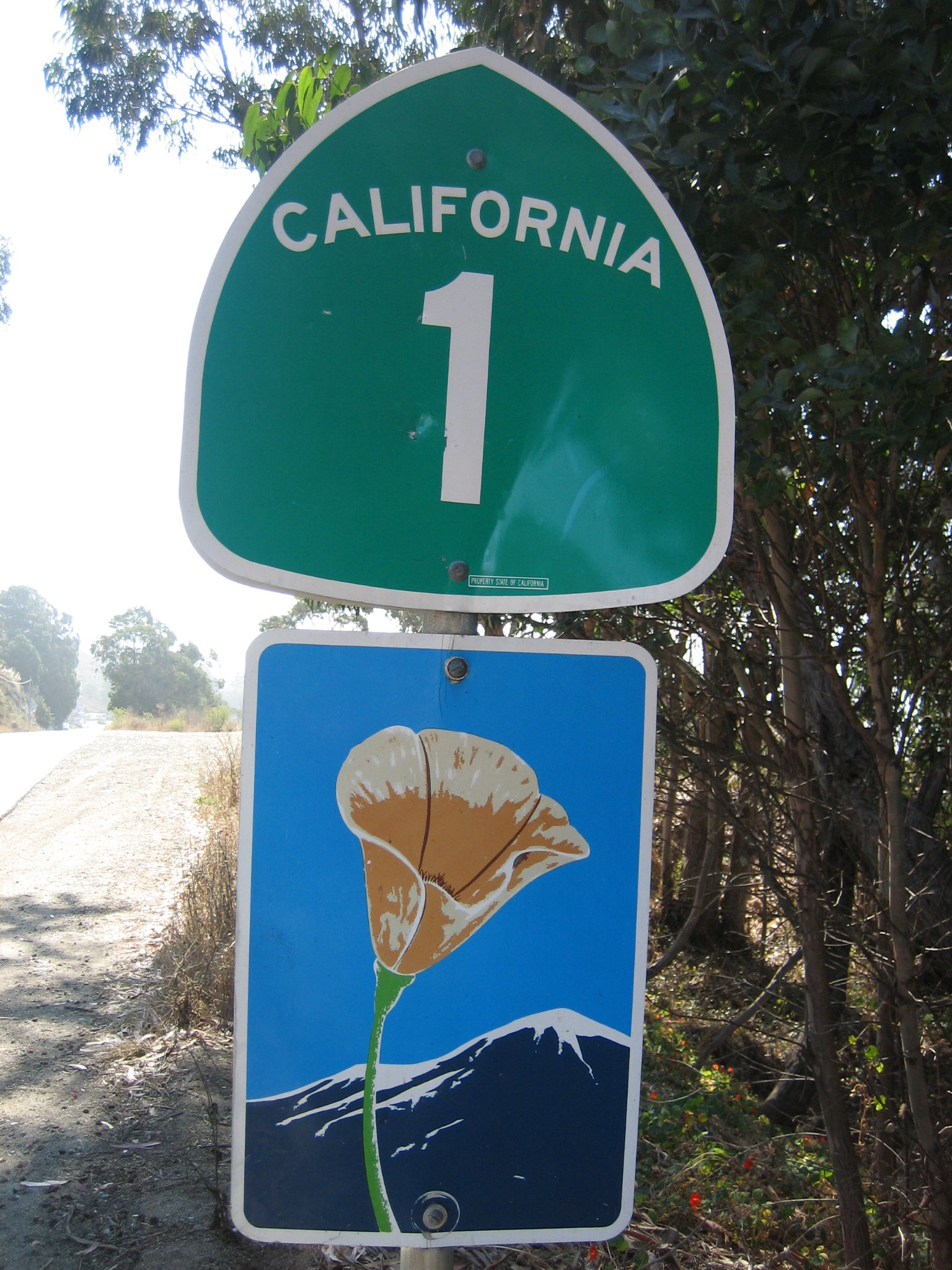
Знак дороги у Каліфорнії.
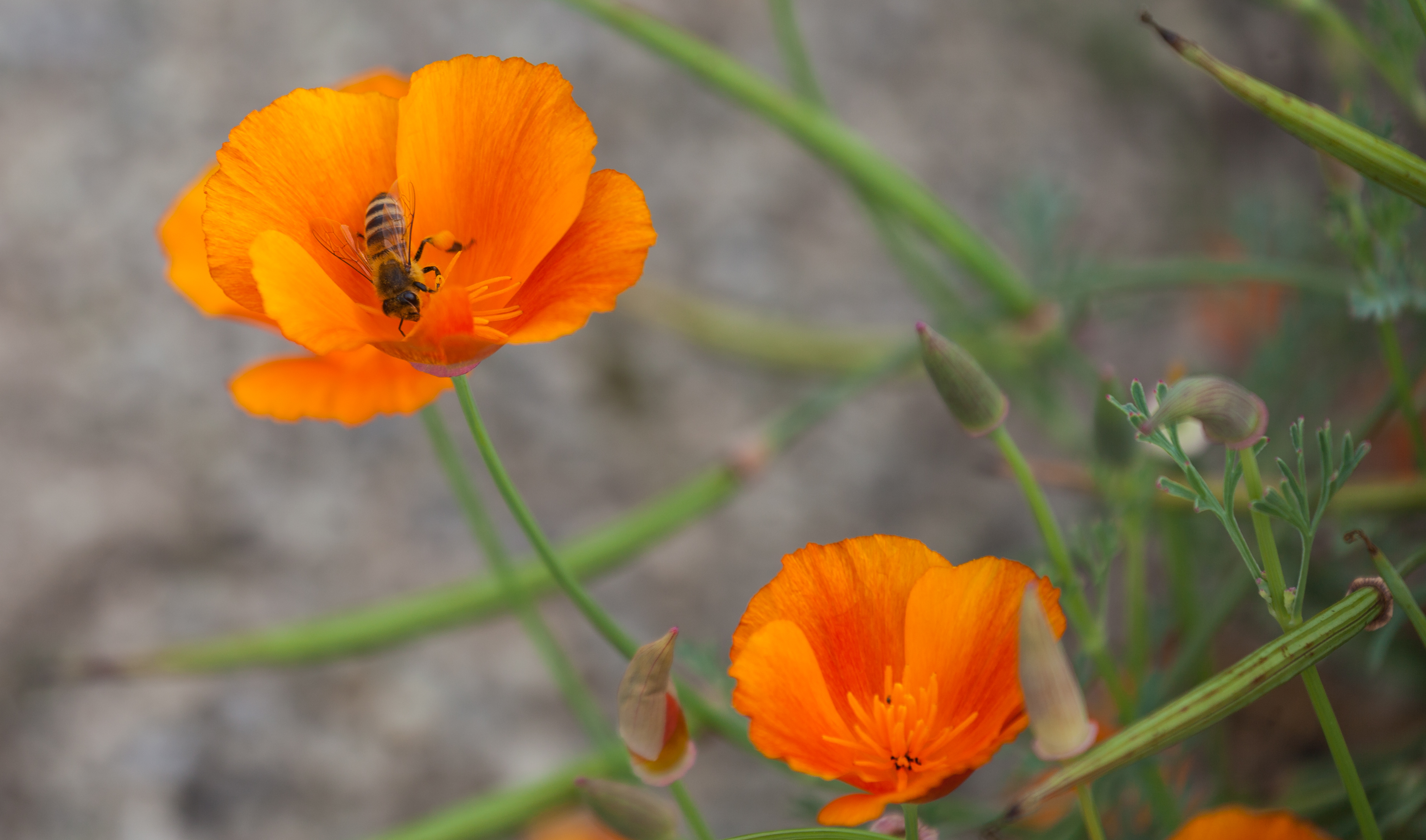
Бджола витягує нектар з Ешольція каліфорнійська